# Берикей
Берике́й (азерб. Бәрәкеј) — село в Дербентском районе Республики Дагестан. Административный центр сельского поселения «Берикеевский сельсовет».

## Географическое положение
Населённый пункт расположен в 27 км к северо-западу от города Дербент, на правом берегу реки Уллучай. К востоку от села проходит Самуро-Дербентский канал.

## Население
| 1895  | 1926 | 1939 | 1970  | 1989  | 2002  | 2010  |
| ----- | ---- | ---- | ----- | ----- | ----- | ----- |
| 850   | ↘246 | ↗413 | ↗1875 | ↗2176 | ↗2804 | ↗3028 |
| 2021  |      |      |       |       |       |       |
| ↗3203 |      |      |       |       |       |       |

Национальный состав
По результатам Всероссийской переписи населения 2021 года:
| Народ         | Численность, чел. | Доля от всего населения, % |
| ------------- | ----------------- | -------------------------- |
| азербайджанцы | 2914              | 90,98 %                    |
| даргинцы      | 272               | 8,49 %                     |
| другие        | 17                | 0,53 %                     |
| всего         | 3203              | 100 %                      |

## Полезные ископаемые
В 1894 году в районе села Берикей была пробурена первая промышленная нефтяная скважина в Дагестане. Также вблизи села расположены месторождения углекислых, йодобромных и борных минеральных вод.

## История
В 1926 г. здесь проживало 13 семей кавказских евреев, то есть 35 человек и 3,8% от общего населения. В 1990-х годах в село переселились даргинцы из Сергокалинского, Кайтагского и Дахадаевского районов.

## Хозяйство
В селе крупное виноградарческое хозяйство ГУП «Берикей».

## Достопримечательности
Могильник (за восточным краем села).